# هایابوسا
هایابوسا (Hayabusa はやぶさ) نام یک فضاپیمای بدون سرنشین ژاپنی است که توسط آژانس کاوش هوافضای ژاپن (جاکسا) به منظور مطالعه نمونه‌برداری و ارسال نمونه از سیارک ایتوکاوا به زمین طراحی و ساخته شده‌است.
هایابوسا در زبان ژاپنی به معنی بَحری است که نوعی شاهین بزرگ است. بحری که پرنده‌ای شکاری است، عادت دارد برای شناسایی بر فراز طعمه خود پرواز کند و ناگهان با یک حمله سریع، طعمه را از زمین چنگ زده و مجدداً به آسمان بازگردد. هایابوسا نیز قرار بود همین عمل را با سیارکی سیب‌زمینی شکل به نام سیارک ۲۵۱۴۳ که به تازگی کشف شده بود انجام دهد.
مؤسسه علوم فضا و فضانوردی ژاپن (ISAS) طرحی برای مطالعه از نزدیک سیارک ۲۵۱۴۳ تهیه نمود و در این راستا سفینه‌ای بدون سرنشین طراحی شد که Muses-c نامیده شد. این سفینه که بعدها به هایابوسا تغییر نام داد، قرار بود بعد از رسیدن به سیارک و مطالعه آن از نزدیک بر سطح سیارک فرود آمده و نمونه‌هایی از سطح بردارد، سپس هایابوسا می‌بایستی طبق برنامه به سمت زمین بازگردد و نمونه‌های جمع‌آوری شده را در کپسول ویژه‌ای به زمین ارسال کند. این کپسول طبق برنامه زمان‌بندی‌شده می‌بایستی در سال ۲۰۰۷ در صحرای مرکزی استرالیا فرود می‌آمد؛ کاری که به دلیل اتفاقات ناگوار در طول مأموریت تا ۱۲ ژوئن ۲۰۱۰ به درازا کشیده شد.

## موتورهای یونی
لزوم رسیدن به سیارک ایتوکاوا با سرعتی مناسب، تعقیب آن در مدار و دور و نزدیک شدن آرام به سیارک، استفاده از موتورهای یونی قابل کنترل را اجتناب ناپذیر ساخته بود. هایابوسا برای طی بیش از دو میلیارد کیلومتر راه تا رسیدن به سیارک ایتوکاوا در مدت ۲۵۸۰۰ ساعت کار مداوم ۴ موتورهای یونی خود فقط ۲۹ کیلوگرم گاز زنون به عنوان سوخت مصرف کرد و در مقابل اختلاف سرعتی معادل ۱۴۰۰ متر بر ثانیه به دست آورد. نزدیک شدن به ایتوکاوا در مراحل نمونه‌برداری با سرعت اندک ۵ سانتی‌متر بر ثانیه که به سیستم کنترل فرصت لازم برای تصحیحات ضروری را می‌داد از دیگر کاربریهای این موتورهای کم مصرف بود.
هایابوسا چهار موتور یونی داشت که به ترتیب A, B, C و D نامگذاری شده بودند. بلافاصله پس از پرتاب مشخص شد که موتور A از کار افتاده‌است. بخش خنثی‌ساز الکتریکی موتور B در سال ۲۰۰۸ و در مسیر بازگشت هایابوسا به زمین از کار افتاد و بنابراین علی‌رغم سالم بودن این موتور امکان استفاده از آن به دلیل باردار کردن کل مجموعه فضاپیما مقدور نبود. در چهارم نوامبر ۲۰۰۹ هنگامیکه هایابوسا برای انجام فاز دوم برگشت به زمین، دو موتور یونی C وD خود را روشن کرد ناگهان با توقف کامل موتور D روبرو شد. هایابوسا اکنون عملاً تنها یک موتور یونی داشت و بازگشت به زمین با تنها یک موتور یونی امکان‌پذیر نبود. مهندسان مرکز کنترل زمینی تصمیم گرفتند با تلفیق عناصر سالم موتورهای یونی معیوب و سالم موجود، مجدداً دو موتور را عملیاتی کنند تا تنها شانس هایابوسا برای بازگشت به خانه از دست نرود. این بود که خنثی‌ساز الکتریکی موتور A در کنار موتور اصلی B، تشکیل یک زوج کاری را دادند تا هایابوسا با داشتن تنها موتور سالم خود و این مجموعه جدید راه زمین را در پیش گیرد.